# Flughafen Wainwright

i7
i11
i13

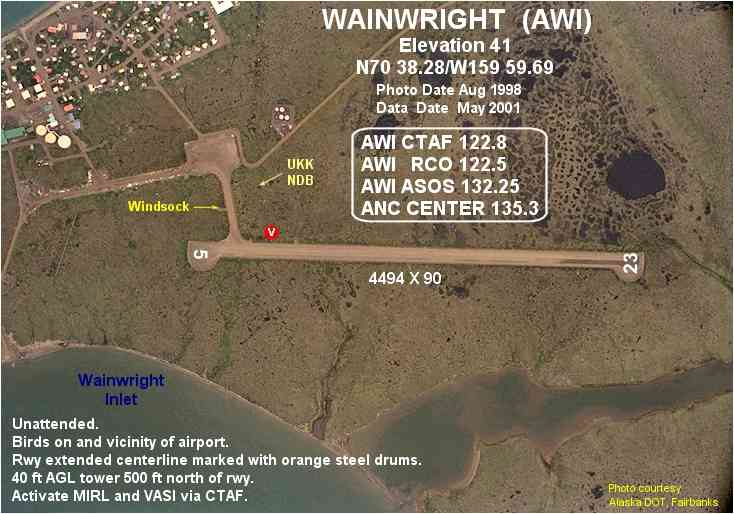
Lageskizze

Der Flughafen Wainwright (englisch Wainwright Airport, IATA-Code: AIN, ICAO-Code: PAWI)  ist ein staatlicher Flughafen nahe Wainwright im äußersten Nordwesten Alaskas.

## Infrastruktur und Flugzeuge
Der Flughafen besitzt eine Piste mit der Bezeichnung 05/23, welche aus Kies besteht und 1370 Meter lang und 27 Meter breit ist. Im Jahr 2005 verzeichnete der Flughafen 1100 Flugbewegungen, durchschnittlich 91 pro Monat.